# میا مورانو
میا مورانو (انگلیسی: Mia Murano؛ زاده ۲۲ ژوئیهٔ ۱۹۸۶) یک مانکن اهل ژاپن است.